# Eiler Henning Hagerup
Eiler Henning Hagerup, född den 5 september 1817 på Nysø, död den 13 juni 1863, var en dansk språkman.
Hagerup blev student 1834, cand. theol. 1840 och licentiat i teologi på en kyrkohistorisk avhandling 1844. Han blev 1845 kateket i Præstø och 1850, ett par månader efter slaget vid Isted, sognepræst i Store och Lille Solt i det nordliga Angel.
Då Hagerup blev präst i denna för sin tyskhet omtalade församling, förvånades han av att upptäcka, att befolkningens dagliga umgängesspråk var en rent dansk dialekt. Han gav sig därför snart i kast med att uppteckna de egendomliga dialektformer, som han efterhand stötte på, samtidigt som han strävade efter att bättra på sina till att börja med mycket bristfälliga nordiska språkkunskaper.
Resultatet av hans studier föreligger särskilt i den lilla boken Om det danske Sprog i Angel (1854, 2:a upplagan genom Kristen Jensen Lyngby 1867), ett verk, som ännu har betydelse som en av de bästa danska dialektskildringarna och den fylligaste beskrivningen av det döende danska Angelbomålet.